# Augustana
Augustana – zwięzłe określenie Augsburskiego Wyznania Wiary (łac. Confessio Augustana – Konfesja Augsburska), najważniejszej księgi symbolicznej luteranizmu.
Nazwę Augustana nosi w Polsce powstały w 1992 ośrodek wydawniczy Kościoła Ewangelicko-Augsburskiego w RP w Bielsku-Białej, z siedzibą przy pl. Marcina Lutra 3, na Bielskim Syjonie oraz będące jego częścią Wydawnictwo Augustana.

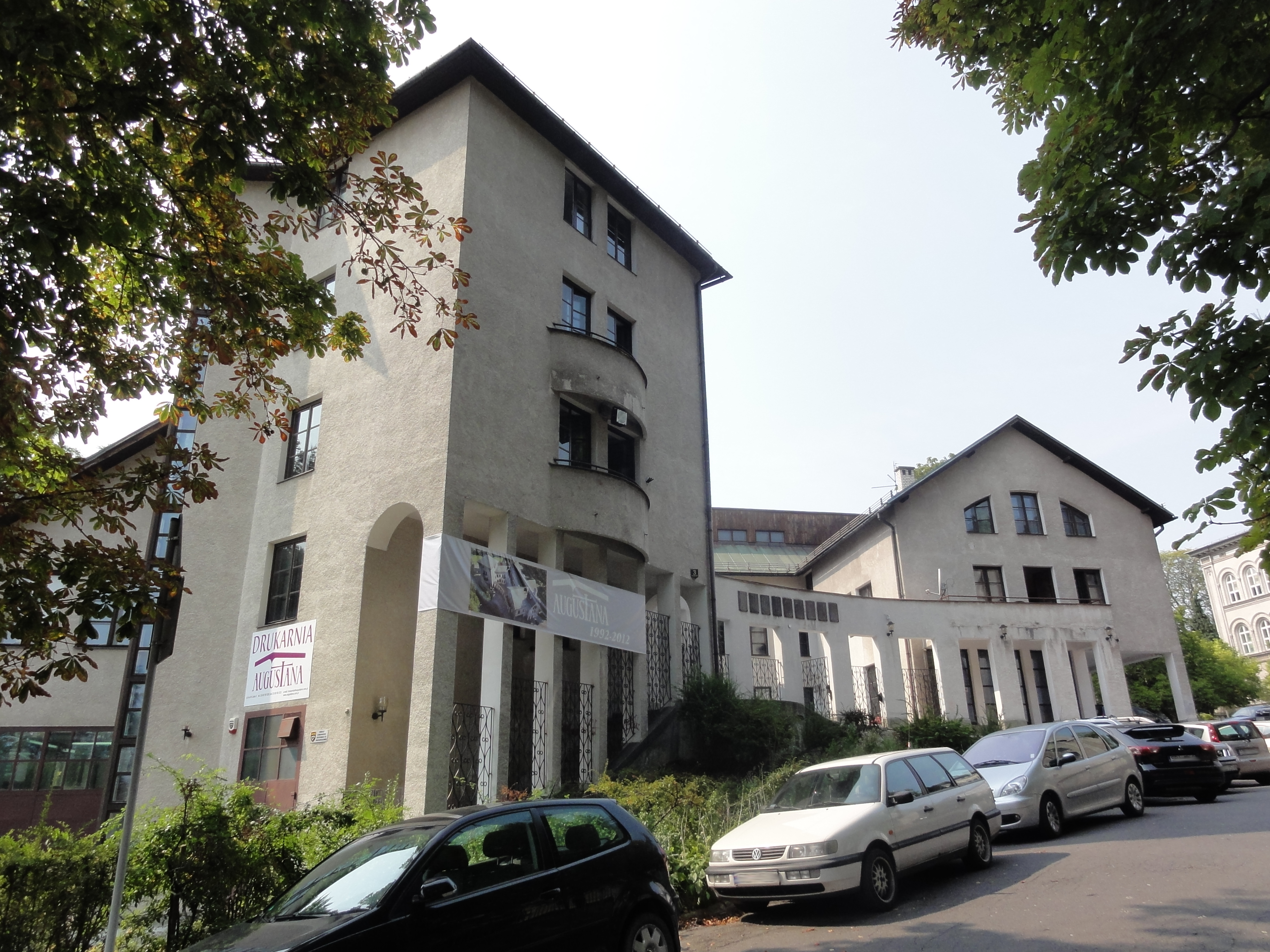
Siedziba w Bielsku-Białej